# Thomas Lodge
Thomas Lodge (* um 1558 in West Ham; † September 1625 in London) war ein englischer Schriftsteller, Dichter und Dramatiker des elisabethanischen und jakobäischen Zeitalters.

## Leben
Thomas Lodge wurde vermutlich 1558 in West Ham als zweiter Sohn von Sir Thomas Lodge, dem Lord Mayor of London (1562–1563), geboren. Seine Ausbildung erhielt er an der Merchant Taylors’ School in Northwood und am Trinity College in Oxford.
Ab 1578 studierte er am Lincoln’s Inn, begann aber schon bald – entgegen den Wünschen seiner Familie – seine Tätigkeit als Schriftsteller und Dichter. In den Jahren von 1586 bis 1592 begab Lodge sich auf Seereisen; von 1588 bis 1588 nahm er an einer Kaperfahrt zu den Kanarischen Inseln teil, danach von 1591 bis 1593 nach Südamerika. Zwischen 1600 und 1602 absolvierte er ein Medizinstudium in Avignon und Oxford und praktizierte anschließend als Mediziner zunächst auf dem Kontinent, wo er sich nach seiner Konversion zum Katholizismus und dem Gunpowder Plot am 5. November 1605 längere Zeit aufhielt, bevor 1611 wieder nach England zurückkehrte.

## Werk

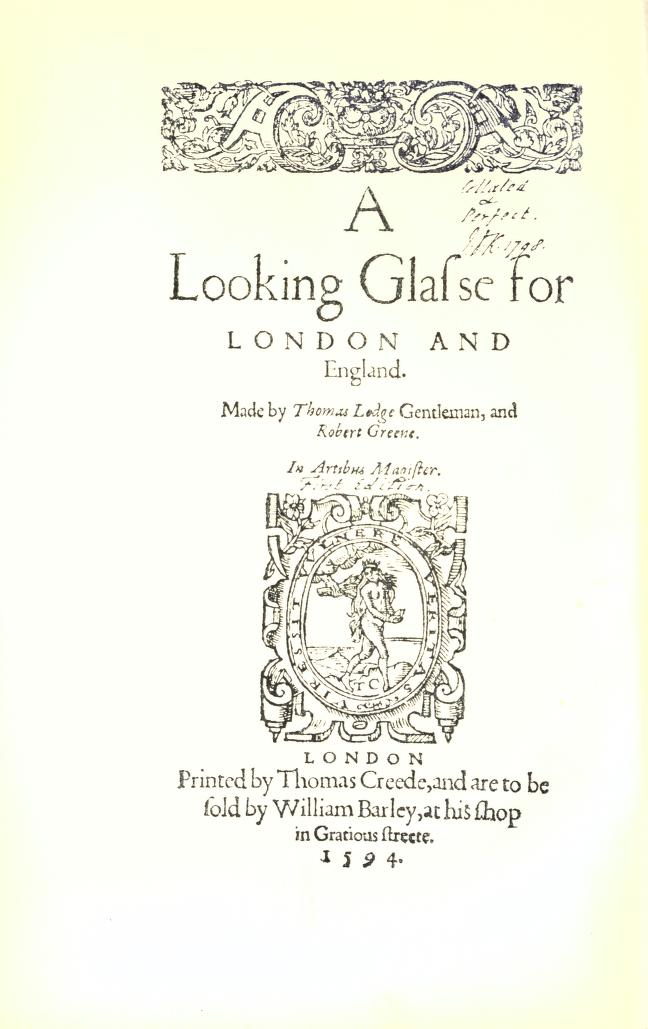
Titelseite von A Looking Glass 1594

1580 erschien die erste Veröffentlichung von Lodge, das kurze Pamphlet A Defence of Poetry, Music and Stage Plays, das eine Replik auf Stephen Gossons The School of Abuse (1579) enthielt. Es folgten eine Reihe von didaktisch-moralisierenden Traktaten, Satiren und Predigten wie An Alarm against Usurers (1584), The Lamentable Complaint of Truth over England (1584), Catharos (1591), The Devil Conjured (1596) und Wit's Misery (1596).
Mit seinem Versepyllion Scillae's Metamorphosis (1589), das in der Tradition Ovids steht und 1610 als Gaucus and Scilla nachgedruckt wurde, avancierte Lodge in den frühen 1590er Jahren zu einem der ersten Vertreter des in Mode kommenden erotischen Kleinepos.
Zu den Blütezeiten der englischen Sonettkunst erschien 1593 sein Sonettzyklus Phyllis mit verschiedenen kreativen Imitationen, inspiriert durch Vorlagen der französischen Dichter und Lyriker Pierre de Ronsard und Philippe Desportes.
Bereits auf seiner ersten Seereise entstand 1590 in Prosaform die Romanze Rosalynde, or Euphues’ Golden Legacie (dt. Rosalinde oder Euphues’ goldenes Erbe), die nicht nur Shakespeare als Quelle für seine Komödie As you Like It (dt. Wie es euch gefällt) diente, sondern zugleich einen wesentlichen Beitrag für die Entwicklung des englischen Romans lieferte, indem sie die mittelalterliche Pastoraldichtung mit einem rhetorisch durchgeformten Erzähl- und Dialogstil verknüpfte, wie er etwa in den Werken des englischen Renaissanceschriftstellers John Lylys zu finden war. Rosalynde ist darüber hinaus geprägt durch die Verbindung geistreicher Antithesen mit einer Vielzahl klassischer und mythologischer Anspielungen. Das erstmals 1590 gedruckte Werk erschien in den folgenden Jahren in zahlreichen Neuauflagen und war bei zeitgenössischen Lesern überaus beliebt.
Drei weitere Prosaromanzen, die Lodge verfasste, sind heute ebenso weitgehend in Vergessenheit geraten wie sein dramatisches Werk.
Das um 1586 entstandene Römerdrama The Wounds of Civil War gestaltet die erschütternden Auseinandersetzungen zwischen Gaius Marius und Sulla, um so in dramatischer Form das zeitgenössische England vor den drohenden Gefahren der Zwietracht und des Bürgerkriegs zu warnen.
In Zusammenarbeit mit Robert Greene verfasste Lodge vermutlich um 1590 das Drama A Looking Glass for London and England, das 1594 gedruckt wurde. Dieses Werk ist in seinem moralischen Appell noch eindringlicher: Schauplatz ist Ninive, das – konzipiert nach dem Vorbild von Christopher Marlowes Tamburlaine the Great – von einem Tyrannen beherrscht wird. Die Stadt wird als ein Sammelbecken der Laster Unzucht, Wucher, Völlerei, Geiz, Hochmut, Korruption und Gottesverachtung gezeigt, die alle Ebenen der Gesellschaft durchziehen. Erst die flammende Rede des Propheten Jonas, der von einem Wal auf die Bühne gespien wird, bewirkt in letzter Minute die Rettung vor dem Zorn Gottes durch einen Gnadenerweis, dem sich der Prophet nur widerwillig beugt.
Das literarische Werk von Lodge umfasst nicht nur alle Gattungen, sondern erweist sich auch als durchaus facettenreich. Im Rückblick kann Lodge als einer der letzten englischen Renaissance-Humanisten gesehen werden, dessen Anliegen es war, das kulturelle Erbe der Antike in die eigene Zeit zu tradieren. Dies zeigt sich ebenso nachdrücklich in seinen beiden bedeutsamen Übersetzungen The Famous and Memorable Works of Josephus (1602) und The Works of Lucius Annaeus Seneca (1614).